# Woltersdorfer Kietz
Der Woltersdorfer Kietz ist eine Ortslage in der Gemeinde Woltersdorf am Westufer des Kalksees. Es handelt sich um die älteste Siedlung Woltersdorfs neben dem ursprünglichen Angerdorf.

## Geographie
Der Kietz liegt östlich des Dorfes am Kalksee. Der historische Kietz umfasste eine Reihe von Häusern am Westufer des Kalksees. Diese reichte von der alten Schleuse im Süden bis zur Ablage bei den Kalkseewiesen im Norden. Die Bergseite der heutigen Kalkseestraße war bis 1880 unbebaut und Teil der Woltersdorfer Heide. Die heutige Nachbarschaft Kietz umfasst die gesamte Kalkseestraße, abzüglich der Häuser am Mühlenteich, sowie die Blumen- und die Parkstraße.

## Geschichte

### Vorgeschichte
Von der Bronzezeit bis in die Slawenzeit lebten auf dem Rötheberg am Nordende des Kietzes Menschen. Um das Jahr 1000 verwaiste die Gegend jedoch und bei der Gründung Woltersdorfs um 1240 bestand keine Siedlung mehr auf dem Rötheberg am Kalksee. Dorf und Rittergut Woltersdorf kamen Ostern 1487 in den Besitz der Stadt Berlin. Nachdem Woltersdorf im Dreißigjährigen Krieg von den Truppen Wallensteins fast völlig verwüstet wurde, setzte ab 1642 eine Wiederbesiedlung des Kämmereidorfes ein. Bis 1710 waren wieder alle Hofstellen besetzt, allerdings gab es weiterhin einen Zuzug nach Woltersdorf. 

### Ältester Kietz von Berlin
Am 19. Juni 1721 stellten die beiden Berliner Bürgermeister Werner Thieling und Ludwig Senning dem neuen Heideläufer eine erste Baugenehmigung bei der „alten Schleuse“ aus, welche sich weiter nördlich befand als die heutige. Für das Grundstück musste eine Pacht von einem Taler jährlich gezahlt werden. Da Woltersdorf bei der Gründung 1721 der Stadt Berlin gehörte, der erste Eigentümer ein Angestellter des stadteigenen Kämmereigutes und die ersten Baugenehmigungen von Berliner Bürgermeistern ausgestellt wurden, da das Bauland auf Berliner Besitz lag, wird der Woltersdorfer Kietz auch als "ältester Kietz von Berlin" bezeichnet. Im Laufe der nächsten Jahre folgten weitere Genehmigungen, 1735 wurde erstmals die Bezeichnung „Kiez“ für diese Siedlung am Kalkseeufer verwendet. Die Mehrzahl der Siedler stammte aus dem Dorf oder aus benachbarten Orten. Bis 1780 war der Kietz auf 16 Grundstücke mit 18 Häusern angewachsen, in denen ebenso viele Menschen lebten wie im Dorf. Die meisten Kietzer lebten von der Schifffahrt. Sie transportierten vor allem Kalkstein aus den Kalkbrüchen in Rüdersdorf nach Berlin. 1843 wurde die erste gewerbliche Werft von Woltersdorf im Kietz gegründet. 1880 entstand in der nördlichen Verlängerung des Kietzes eine weitere Siedlung, die bald nach dem örtlichen Gasthaus den Namen Interlaken erhielt. Diese Bezeichnung wendete Fontane fälschlicherweise auf den gesamten Kietz an, als er ihn am 10. Juli 1887 durchwanderte.

### Der Kietz wird zur Kalkseestraße
1896 wurde der Kietz im damaligen Stil der Zeit in „Kalkseestraße“ umbenannt und um 1900 wurden auch auf der Bergseite der Straße erste Häuser errichtet. Dazu gehörte auch die Thielburg, errichtet von einem der Woltersdorfer Kurhausgäste nach den Plänen von Gustav Lilienthal. Berliner Sommerfrischler zogen nun nicht nur an die Schleuse, sondern auch in den Kietz. Im Laufe der nächsten 50 Jahre ging die Berufsschifffahrt fast völlig ein und wurde durch Freizeitschifffahrt ersetzt. Nach der Köpenicker Blutwoche zog der Köpenicker Vizebürgermeister Ehrlich in die Kalkseestraße 11. Zu DDR-Zeiten entstand in der Kalkseestraße 64 mit EMW einer der größten Betriebe von Woltersdorf. 2021 feierte der Kietz seinen 300. Geburtstag.

## Bebauung

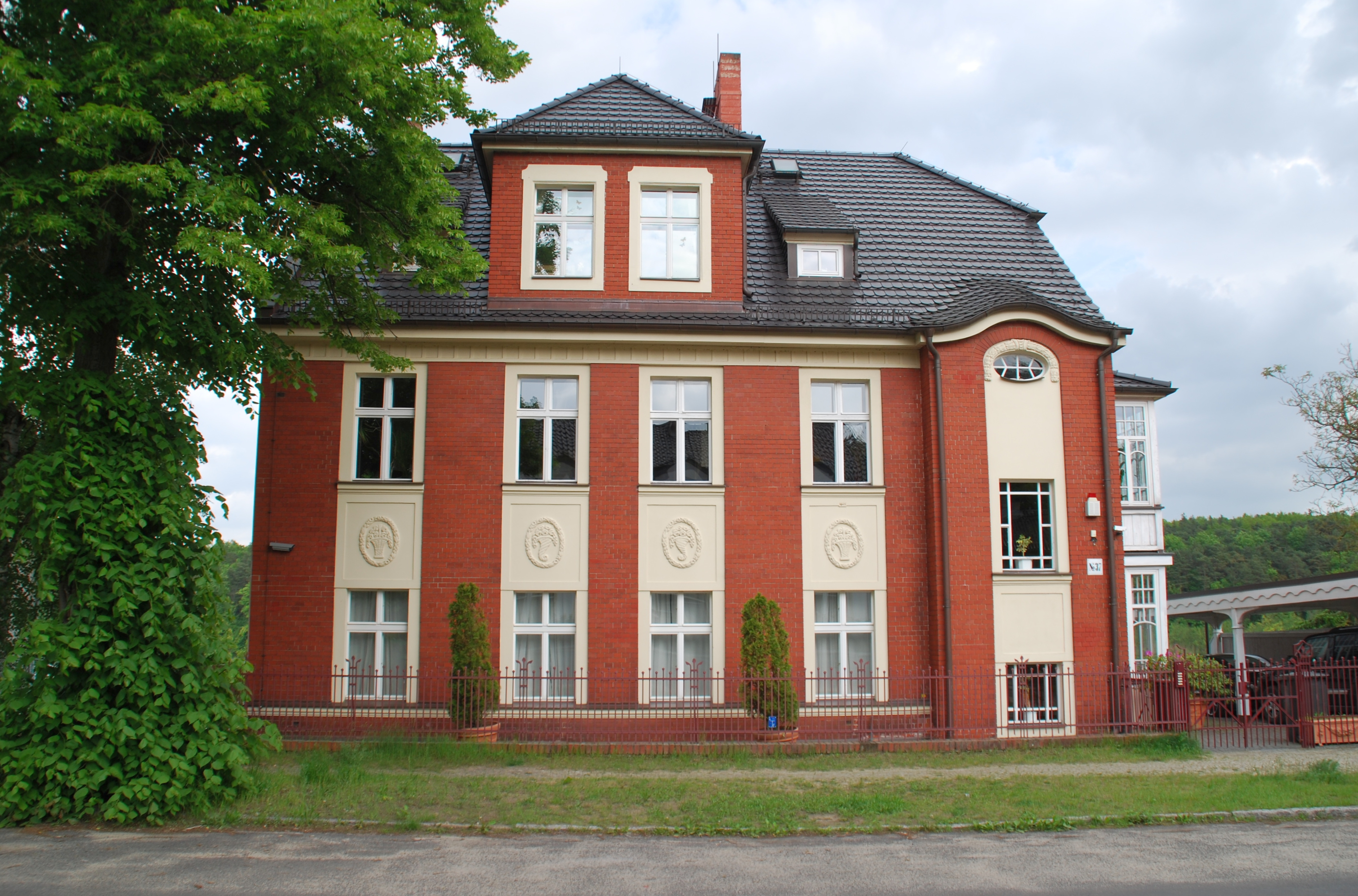
Kalkseestraße 37, Beispiel für die 2. Generation von Häusern im Kietz.

Der historische Kietz von 16 Grundstücken war im Vergleich zum Dorf eine eher ärmliche Siedlung von Schiffern und Fischern. Die Grundstücke maßen rund einen Morgen und boten Platz für die Boote. Die Wohnhäuser waren einfache Hütten mit Reetdach. Ab 1775 wurden zwei der sechzehn Altstücke geteilt und zwei weitere Häuser errichtet. In diesem Zustand blieb der Kietz fast hundert Jahre. Um 1880 setzte durch den Ausflugsverkehr eine neue Bautätigkeit ein. Die Altstücke wurden in kleinere Parzellen geteilt und zwischen die alten Fischerhäuser wurde eine zweite Generation von Häusern gebaut. Diese Gründerzeithäuser boten mehreren Familien sowie Sommergästen Platz. Fast alle alten Schifferhütten wurden so in den kommenden hundert Jahren durch Neubauten ersetzt. Das letzte erhaltene Fischerhaus steht auf dem Letzten Stück in der Kalkseestraße 46.